# 程矞采
程矞采（1783年—1858年），初名新勝，字靄初，又字晴峯。江西省南昌府新建縣（今屬南昌市）人，清朝官员、詩人、書法家，工行書、小楷。

## 生平

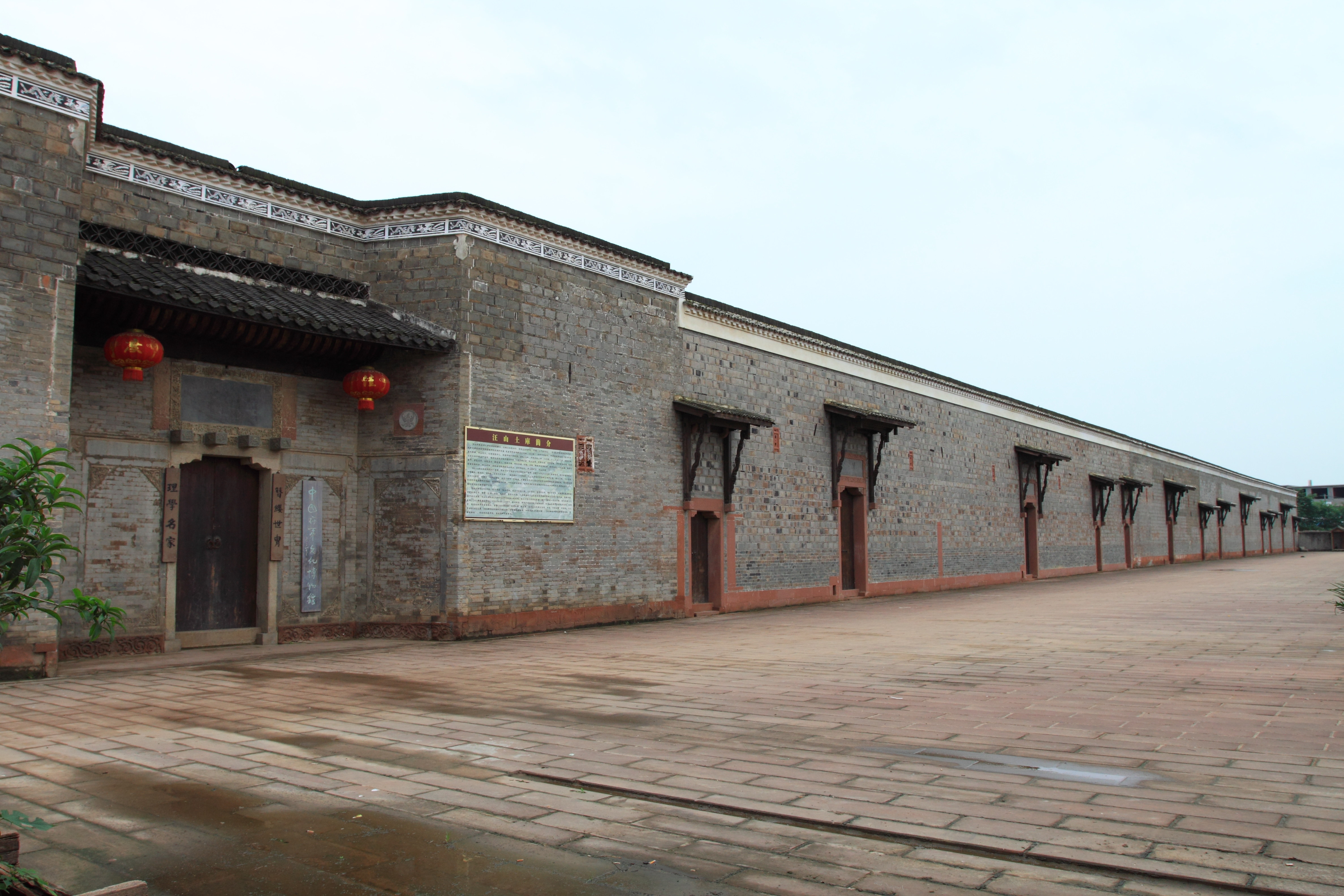
程矞采九兄弟共同兴建的宅第——汪山土库

嘉慶五年（1800年），庚申恩科鄉試取中舉人。
十六年（1811年），中式辛未科會試第二十七名，殿試第二甲第十八名進士出身。以主事任用，分發禮部。  
二十一年（1816年），署理軍機章京。二十四年（1819年），實補禮部主事。
道光元年（1821年）五月，升祠祭司員外郎，十一月擢祠祭司郎中。
二年（1822年），充考試繙譯內簾監試官。八月，轉江南道監察御史。奏言：「安徽潁州久為匪黨淵藪，阜陽之艾集亭、馬家店，霍州之三河尖、臨水鎮等處，均有捻匪出沒。與其懲創已發，不如弭患未萌。應飭皖、豫兩省文武，就近查緝以靖地方。」又以州縣徵集漕糧時勒折買補，導致米質攙雜，難以長久儲存，奏請敕下有漕運省分嚴飭州縣，於收漕時親自驗收米色，隨時兌收，假如有開徵數日就封閉倉房勒索折色，自用賤價買補，及旗丁濫收情弊，即指名嚴參。均依照程矞采所請實行。
先前在江西，一些富有之家於青黃不接之時，仿行典當之例，讓農民以物為質、出借穀物，每石利息二斗，若三年不贖回則變賣質物抵償，民間認為便利。江西巡撫毓岱怕富民不願意，請訂立章程，改一石加息三斗，質物以一年為限，已經得到允准。矞采上疏表示息穀過多，期限過迫，官為限制，轉涉煩苛，請仍聽民間自便，無庸另立章程。」，得到道光帝批准。
三年（1823年）二月，充巡城御史巡視東城。奏言：「各省設常平倉以備早潦，實為良法。惟州縣平糶，祇在關廂設廠，其赴買者不過附郭居民；而城中矜戶、役戶、牙戶、屯戶，與倉書聲氣相通，多有捏名報買，商販因緣為奸，於貧民仍無裨益。請嗣後州縣平糶，除關廂設廠外，再於道路適中之處分廠發糶，其運費於糶價盈餘銀兩動支，事竣覈實報銷，俾州縣亦無賠累。」發交相關部門議可實行。
七月，京畿一帶水災，糧價昂貴，道光帝命令發放京倉米五萬石，交由五城設廠平糶；矞采以貧民眾多，恐怕未能發給周全，奏請援用嘉慶六、七年於五城地方案每年冬月分設飯廠之案例，於八月十五日起先行煮賑，並請於盧溝橋、黃村、東壩、清河四處，照五城例一體煮賑，道光帝從之。
八月，奏請放寬對出關的災民查核：「向例商民出關，憑票稽查往來，以杜奸宄。本年直隸災區較廣，貧民多出口謀生，而吏胥概不放行，情殊可憫。請敕下直隸總督行知各關口，除商賈行旅及形跡可疑者仍驗票放行外，其實係覓食災民，祇詢明來歷，指定去向，以備稽察，毋庸給票。」道光帝上諭：「一時權宜，必應若是，所奏甚是。」矞采又請求以工代賑，疏通文安河：「以工代賑，實救荒良法。直隸河流淤塞甚多，勢難一時並舉，其急於疏濬者，莫如文安河道。值此饑民雲集，應即募夫挑穵，似為一舉兩得。」道光帝同意，命矞采與候補卿繼昌前往考量工程緩急，漸次動工，隨即議請建造閘門、疏通河道、繪製工程圖入奏。
四年（1824年）三月，改廣西道監察御史，稽察太平倉。七月，改京畿道監察御史。
五年（1825年）五月，遷刑科給事中。七月，充任巡城御史巡視京師北城。同年，轉任戶科掌印給事中。
七年（1827年），以戶科掌印給事中稽察舊太倉。五月，吏部帶領引見，奉旨記名以道員或知府用。六月，擢甘肅蘭州道。當時張格爾起事，攻陷喀什噶爾等四城，程矞采受命赴新疆，協助大學士揚威將軍長齡辦理軍需。
八年（1828年），清軍凱旋獻俘，奉檄押解張格爾。九年（1829年），報銷軍需完畢，賞戴花翎。六月二十一日，擢甘肅按察使。十月初八日，改廣東按察使。
十年（1830年），進京入覲。十一年十二月二十八日（1832年1月30日），遷浙江布政使。十五年（1835年）正月，丁母憂去職。
十七年（1837年），服闋，仍授浙江布政使。十八年（1838年）二月十三日，調任江蘇布政使。同月，丁父憂去職。
二十年十二月十三日（1841年1月5日），服闋，授廣西布政使；隔日調江蘇布政使，署理江蘇巡撫。
二十一年（1841年）二月，以江蘇布政使兼護兩江總督。十一月，再署江蘇巡撫。十二月二十六日（1842年2月5日），實授江蘇巡撫。奏言：「丹徒、丹陽兩縣運河為浙江漕船要道。請擇最淺之處，估計興挑，以利轉輸。」道光帝從之。曾開倉賑濟江蘇上元縣、江寧縣、新陽縣三縣災民，有清慈之官聲。
二十二年（1842年）六月，英軍攻擊江蘇，吳淞失守。九月，英國軍艦駛入長江，進逼省城江寧府城，道光帝認為程矞采防禦有責卻遷延不進，降為三品頂戴，革職留任。隨後因與新任河道總督潘錫恩為姻親，奏請迴避。十二月十六日（1843年1月16日），召赴京城，隨即授山東巡撫。十二月二十五日（1843年1月25日），調廣東巡撫。
二十三年（1843年）秋，程矞采與兩廣總督祁𡎴聯銜上奏：「虎門礮臺既修，必須重兵防守。請倣屯田法，按田肥瘠，每夫酌授六七畝，隊長略增，約得屯兵二千，各臺外阡陌縱橫，既可阻敵船衝突，而應募守臺者各思衛田廬，必一呼即至，可為前路應援。並多設伏兵，後路亦資策應。」道光帝從之。又偕同祁𡎴奏陳廣東瓊州、廉州接鄰外洋，嗣後遇到匪徒，請照會越南官兵一起防堵。朝廷認為無借外人兵力緝捕匪徒犯人之體制，且易導致軍心懈怠；所奏冒昧，部議降三級留任。
此時英國提出通商要求，程矞采偕同欽差大臣耆英與英國全權大臣璞鼎查在虎門談判，簽訂《五口通商章程》。又與耆英奏報貿易條約、澳門情形，勘察虎門礮臺形勢，擬定《演礮章程》。奏准變通《水師營章程》，緩造廣東西式戰船，另造同安梭船。十二月十九日（1844年2月7日），護理兩廣總督。
二十四年（1844年），賞還二品頂戴。七月，程矞采偕同耆英在澳門望廈村與美國談判簽訂《中美望廈條約》。九月，偕同耆英在廣州黃埔與法國代表拉萼尼簽訂《中法黃埔條約》。
二十五年（1845年）正月初八日，朝廷借重程矞采處理河工與賑濟災民之經驗，改授漕運總督。
二十六年（1846年）九月二十六日，以漕運總督署江蘇巡撫。十二月二日（1847年1月18日），改調雲南巡撫。
二十七年（1847年）三月十六日，以雲南巡撫兼署雲貴總督。四月十七日，受李棠階錄取武生案牽連，革職留任。當時保山縣漢民、回民衝突搆釁，偕同新任總督林則徐調兵進勦，匪徒畏罪投案，將首從三百餘人分別治罪，其餘黨徒隨即平息。
二十九年（1849年）七月二十四日，授雲貴總督。江西連兩年水患，程矞采兩次捐銀以備賑濟，都下吏部優敘加五級。。
道光三十年（1850年）八月，兼署雲南巡撫。雲南騰越夷人與永昌土司番人相仇殺，普洱府思茅土司各部野番滋擾，程矞采分兵勦辦平定。九月奏報邊外善後事宜：「一、嚴禁土弁苛派。一、永杜漢奸盤剝。一、嚴防倮匪侵犯。一、添撥汛卡巡邏。」都如所請施行。十一月十八日調湖廣總督。
咸豐元年（1851年）四月，奏言：「湖南吏治廢弛、積習相沿，請將前任布政使萬貢珍、辰沅道呂恩湛均加懲處，以為辦公顢頇者戒。」咸豐帝允准。六月，太平天國亂起，逼近湖南邊界，程矞采赴湖南防堵。抵達衡州後查出左家發等謀逆，將首要各犯人依律逮捕治罪，得到吏部優敘。十一月，奏請「酌量借項修築公安等縣被水浸缺民堤，及籌給漢川縣隆冬窮民食」。同年興工修築荊江大隄。
二年（1852年）正月，京察，咸豐帝以程矞采除暴安良、克膺疆寄，下吏部議敘，加兵部尚書都察院右都御史銜，誥授光祿大夫。四月，太平軍進逼全州，程矞采以全州接近湖南省城長沙，由衡州撤回籌辦防守，太平軍隨後攻陷道州，咸豐帝以程矞采未事先預防而下部議處。後永明、江華、嘉禾、桂陽相繼淪陷，太平軍入據郴州。六月，江南道御史黎吉雲彈劾程矞采「舉動乖方，大為民害」。七月，程矞采因督戰不力、一年內湖南大部失陷遭降三級革職留任。太平軍再由醴陵繞道攻長沙，上諭：「逆匪自竄據郴州以後，膽敢繞越衡郡，直撲省垣，若能迎頭截擊，何至令其肆行衝突？即使賊匪冒險深入，亦應迅速發兵救援，將現在攻勦情形詳悉奏聞，何以半月以來並無奏報？殊出情理之外！程矞采著摘去頂戴、拔去花翎。」太平軍攻省城不克，引兵撤退，程矞采奏請帶兵移駐岳州防禦，朝廷諭衡州為扼要之地，令程矞采仍留在衡州嚴防。九月，奏報湖北鍾祥縣等州縣被災請撫賑口糧蠲緩銀米、緩徵被災較重之公安縣等縣漕糧。九月初二日，上諭革職，留在軍營辦理糧臺事務：「程矞采總制兩湖，特命前往湖南督辦防堵一年之久。如果佈置得宜，何至任賊竄越？該督初聞賊警，遂返長沙，已不免張皇失措，繼復株守衡州，一籌莫展。前已摘去頂翎，不足蔽辜，著即行革職，仍留軍營辦理糧臺事務。」冬季，太平軍攻克湖北省城武昌府，其長子候選道員程福培陣亡，由欽差大臣徐廣縉代奏以病開缺回籍調理獲准。
三年（1853年），翰林院編修何桂珍彈劾程矞采罪難寬宥，咸豐帝上諭：「程矞采前在衡州防堵，一聞警報，退回長沙。當因糧臺乏人經理，將該員革職，責令承辦，以觀後効。乃復藉詞告歸，若竟令其安居田里，不足以服人心，著從重發往新疆充當苦差。」
七年（1857年）六月，獲釋。十二月，卒。

## 著作
《飛鴻軒吟存》一卷

## 家庭及關聯
- 父：程模山。
- 弟：程煥采。
- 從弟：程楙采。
- 姻婭：潘錫恩。
- 子：
  - 程福培，候選道員，殉於武昌，授雲騎尉世職。
  - 程福增，優貢生、候選郎中。
  - 程福均，候選員外郎。
  - 程福基，候選主事。
- 女婿：许乃濟之子许桐身
- 友：陶澍、林則徐、耆英、徐廣縉、奕經、怡良、周天爵、扥渾布、鮑起豹、曾國藩、胡林翼、張亮基、左宗棠、袁甲三、潘仕成、陸建瀛等。